# Гай Фанний
Гай Фа́нний (лат. Gaius Fannius; II век до н. э.) — римский военачальник, политический деятель и писатель, участник «кружка Сципиона». В молодости принимал участие в Третьей Пунической войне и войнах в Испании, где проявил большую храбрость: в частности, он вторым поднялся на стену Карфагена во время решающего штурма. В качестве претора сыграл важную роль в римско-иудейских отношениях. Был другом Тиберия и Гая Гракхов. Благодаря поддержке последнего добился консульства на 122 год до н. э., но вскоре перешёл на сторону врагов Гракха и, в частности, выступил против предоставления римского гражданства италикам.
Гай Фанний написал «Анналы», от которых сохранились только фрагменты. Ему принадлежит также одна из лучших речей эпохи, хотя в целом Фанний считался посредственным оратором.
Возможно, в биографии Гая Фанния смешались факты о двух разных людях с одним именем. Свидетельства об этом сохранились в ряде сочинений Цицерона. «Проблема Фанния» стала предметом дискуссии в историографии и до сих пор не получила однозначного решения.

## Биография

### Происхождение и начало карьеры
Гай Фанний принадлежал к недавно возвысившемуся плебейскому роду. Из-за лакуны в консульских фастах неизвестно, какой преномен носили его отец и дед. Гай Фанний Страбон, homo novus, достигший консульства в 161 году до н. э., мог быть отцом или дядей Гая, а народный трибун 180-х годов Гай Фанний — дедом.

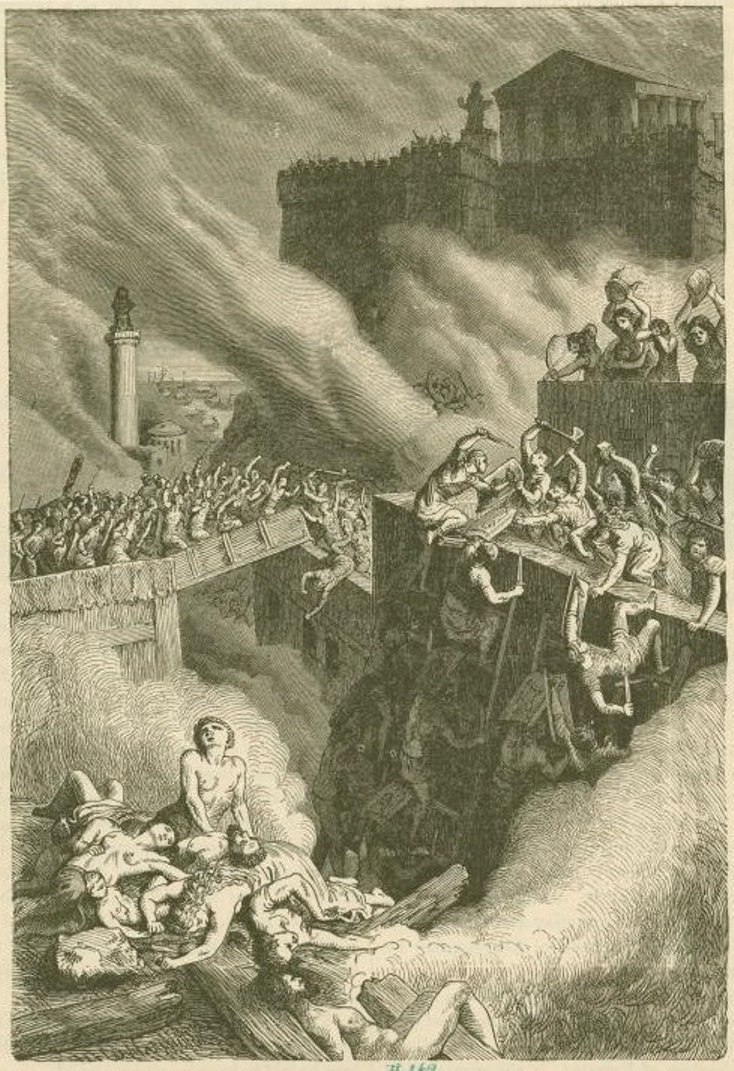
Штурм Карфагена (рисунок XIX века)

С молодых лет Гай Фанний принадлежал к окружению Публия Корнелия Сципиона Эмилиана. Его имя называют вместе с именами таких близких друзей Сципиона, как Гай Лелий Мудрый, Спурий Муммий, Маний Манилий.
Свою карьеру Гай Фанний начал, как это было принято, с военной службы. Во время Третьей Пунической войны он состоял в штабе Сципиона Эмилиана, возглавившего африканскую армию. Предположительно в 147 году до н. э. он был легатом. Согласно сочинению самого Фанния, использовавшемуся Плутархом при работе над «Сравнительными жизнеописаниями», при взятии Карфагена в 146 году до н. э. Гай был рядом с Тиберием Семпронием Гракхом, первым взошедшим на городскую стену, «и разделил с ним славу этого подвига».
Вероятно, в 142 году до н. э. Фанний занимал должность народного трибуна, причём, по словам Цицерона, его трибунат «был направляем советами и авторитетом Публия Африкана», но «прошёл не без славы». Этим же годом в историографии датируют и брак Фанния и дочери Гая Лелия, заключённый для сплочения сципионовского политического лагеря. В 141—140 годах до н. э. Фанний воевал в Испании под командованием Квинта Фабия Максима Сервилиана. В одном из сражений с Вириатом он «проявил свою блестящую храбрость» при отражении атаки лузитанов на римский лагерь, когда многие легионеры, не желая сражаться, попрятались в своих палатках.
Позже Фанний был претором. В этом качестве он сыграл важную роль при возобновлении союза с Иудеей, чей первосвященник Иоханан Гиркан прислал в Рим посольство. Точных датировок здесь нет: существует гипотеза относительно 132 года до н. э., и в этом случае получением магистратуры Фанний был обязан влиянию Сципиона Эмилиана; но Цицерон в трактате «О государстве» называет Фанния в связи с событиями 129 года до н. э. всего лишь квесторием (то есть человеком, поднявшимся в своей политической карьере ещё только до квестуры). Классический справочник Томаса Броутона называет в качестве предполагаемой даты претуры 126 год.

### Консульство

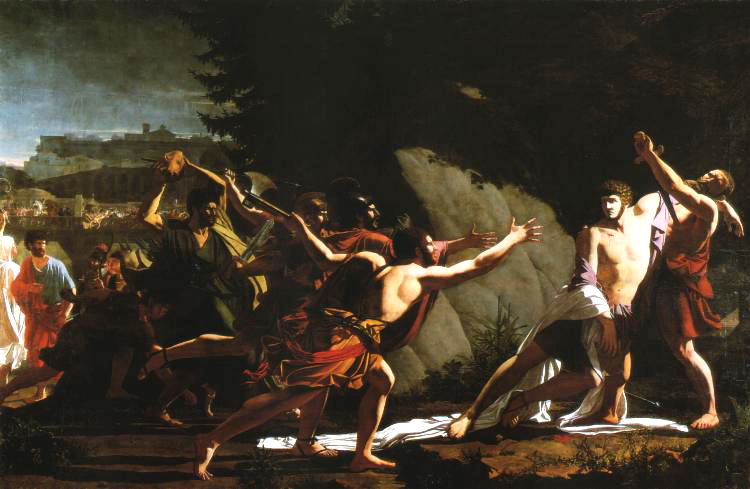
Смерть Гая Гракха

По мнению Фридриха Мюнцера, Фанний уже в 130 и 129 годах до н. э. претендовал на консульство, но добиться этой должности у него не получилось. После смерти Сципиона Эмилиана его «кружок», видимо, потерял всякое политическое значение, так что Фанний не мог рассчитывать на поддержку старых друзей. Достичь высшей точки своей карьеры ему удалось только в 122 году до н. э. благодаря активной поддержке народного трибуна Гая Семпрония Гракха, стремившегося укрепить таким образом свои позиции в противостоянии сенату. Внезапное вмешательство Гракха в предвыборную кампанию обеспечило Фаннию огромное преимущество перед другими соискателями и, в частности, лишило шансов на победу ставленника сената Луция Опимия.
Получив консульство, Фанний сосредоточил в своих руках большую власть в городе, так как его коллега Гней Домиций Агенобарб весь год провёл в Галлии. В ситуации острой борьбы между Гракхом и сенатом консул занял сторону последнего; так, накануне голосования о судьбе ряда законодательных инициатив Гая Семпрония Фанний приказал выдворить из города всех италиков, чтобы уменьшить число сторонников народного трибуна. Важнейшей из этих инициатив было предложение предоставить гражданство всем латинам и права латинов всем союзникам, но Фанний произнёс «искусную и возвышенную» речь против этого законопроекта (De sociis et nomine latino contra C. Gracchum), в которой обратился к римлянам с вопросом:

Неужели вы думаете, что, предоставив латинам гражданские права, вы и впредь будете стоять здесь в народном собрании, как вы стоите теперь передо мной, или что вы и впредь будете занимать те же места, что теперь, на всех играх и развлечениях? Неужели вы не понимаете, что эти люди заполнят все места?
— Моммзен Т. История Рима. Ростов н/Д., 1997. Т. 2. С. 90—91..
Голосование по этому законопроекту, вероятно, так и не состоялось. Гай Семпроний Гракх погиб в следующем году, когда просенатские силы возглавлял Луций Опимий; о роли Гая Фанния в этих событиях ничего не известно, так же как и о последующей его судьбе.
Положение Фанния в 122 году до н. э. сравнивают с положением Гая Мария во время его шестого консулата (100 год до н. э.): в обоих случаях консул, сосредоточивший в своих руках власть над городом, вынужден был ради сохранения порядка поддержать сенат против своего союзника-трибуна и сразу после этого сошёл с политической сцены; Марий ушёл в тень только на некоторое время, а Фанний — окончательно.

## Литературная деятельность
Гай Фанний был в числе римских историков, перешедших в подражание Катону Цензору с греческого на латынь. Он написал историческое сочинение, получившее традиционное название — «Анналы» (Annales) — и описывавшее период от древнейших времён до современных автору. Действие сочинения начиналось с прибытия в Италию Энея, и события до начала Пунических войн описывались очень сжато (правда, есть предположение, что Фанний описал только современные ему события). По примеру Катона Фанний включал в свой труд речи исторических деятелей (так произошло с речью Квинта Цецилия Метелла Македонского против Тиберия Гракха); возможно, таким образом он старался показать мотивы действия исторических личностей «в духе Полибия». Новые принципы систематизации материала были им отвергнуты в пользу старой летописной манеры.
В одном из сохранившихся фрагментов первой книги своего труда Фанний настаивает на необходимости для историка опыта политической деятельности:

Когда из деятельной жизни мы в состоянии извлечь урок, многие вещи, которые в настоящий момент кажутся положительными, оказываются впоследствии отрицательными, и многие оказываются совершенно непохожими на те, какими они казались раньше.
— Дуров В. Художественная историография Древнего Рима. М., 1993. С. 26.
.
Сохранились ещё несколько цитат из «Анналов». В одной из них Фанний утверждает, что для Сципиона Африканского была характерна ироничность в духе Сократа, демонстрируя таким образом свою образованность; в другой упоминается город Дрепана, так что речь там может идти либо о Первой Пунической войне, либо о Первом сицилийском восстании рабов.
Цицерон в «Бруте» называет этот труд «написанным совсем не бездарно» и «не лишённым изящества, хотя и далёким от совершенства», но в его же диалоге «О законах» Аттик упоминает Фанния как одного из скучных историков, утверждая, что Целий Антипатр писал намного занимательнее. Саллюстий ценил Фанния за правдивость; Марк Юний Брут составил извлечение из его «Анналов». Плутарх, видимо, использовал труд Фанния при работе над своими «Сравнительными жизнеописаниями». Но при всём этом невозможно выяснить, насколько сильно Фанний повлиял на всю последующую традицию латинского историописания; уверенно можно утверждать только, что его сочинение стало важным источником о временах Гракхов
Фанний имел репутацию посредственного оратора, из-за чего многие считали, что самую удачную его речь (против Гракха) написал Гай Персий или целый коллектив римских нобилей; якобы поэтому она и стала одной из лучших речей того времени. Цицерон предполагает, что эта речь всё же была написана Фаннием, поскольку у последнего был ораторский опыт (главным образом судебный) и поскольку информация о другом авторстве была бы использована политическими противниками оратора. Марк Туллий приводит начало речи, составленное в стихотворном размере пеан: «Если страх вам внушит то, чем нам он грозит». Слухи о коллективном авторстве в этом случае могли быть связаны с тем, что речь Фанния озвучивала мнение по конкретной политической проблеме всего сенатского большинства.
Веллей Патеркул называет Фанния в числе выдающихся римских ораторов II века до н. э.

## Семья
Фанний был женат на Лелии Младшей, дочери Гая Лелия Мудрого; именно по настоянию тестя он стал учеником философа Панетия. Лелий при выборах в коллегию авгуров поддержал не этого своего зятя, а второго — мужа старшей дочери, Квинта Муция Сцеволу Авгура; за это Фанний невзлюбил тестя, хотя позже он, видимо, всё-таки стал авгуром.

## Проблема двух Гаев Фанниев

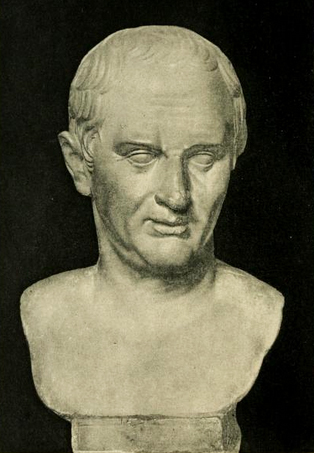
Бюст Марка Туллия Цицерона

Ещё в античную эпоху существовали предположения, что было двое разных политических деятелей и ораторов, носивших имя Гай Фанний. В 46 году до н. э. в трактате «Брут» Цицерон написал, что один из Фанниев, сын Гая, был народным трибуном, консулом и противником Гракха; второй, сын Марка, был зятем Лелия и историком, «человеком более жёстким и по характеру, и по складу речи», и в 129 году до н. э., спустя 13 лет после трибуната первого Фанния, был всего лишь молодым квесторием.
К 45 году относится не вполне ясное сообщение Цицерона в одном из писем к Аттику:

…Меня смущало в сделанном Брутом извлечении из записок Фанния то, что было в конце, и я, следуя этому, написал, что этот Фанний, который написал историю, — зять Лелия. Но ты меня поправил с геометрической точностью, тебя же теперь — Брут и Фанний. Так, как сказано в «Бруте», я все-таки взял из хорошего источника — у Гортенсия. Итак, исправишь это место.
— Цицерон. К Аттику XII, 5, 3.
Теодор Моммзен предположил, исходя из этой клаузулы, что уже после написания «Брута» Аттик убедил Цицерона в тождественности историка Фанния политику Фаннию; при этом Марк Туллий думал, что этот единственный Фанний был сыном Гая (видимо, консула 161 года до н. э.), но из составленной Брутом эпитомы выяснилось, что отца историка звали Марк. Согласно этой гипотезе, Гай Фанний, сын Гая, вероятно, существовал, но умер совсем молодым, не оставив следа в дошедших до нас источниках. При этом Цицерон о нём всё же что-то слышал и решил, что часть сведений о Гае Фаннии относится к этому персонажу.
В письме, датированном 11 ноября 44 года, Цицерон называет народного трибуна Гая Фанния уже сыном Марка.
По мнению Фридриха Мюнцера, Гаев Фанниев действительно было двое, и они могли быть сыновьями двух братьев — Гая Фанния Страбона, консула 161 года до н. э., и некоего Марка Фанния — и внуками Гая Фанния, народного трибуна 187 года до н. э. При этом представитель старшей ветви (сын Гая) в 146 году до н. э. воевал в Африке, а сын Марка — в Греции. У Полибия действительно упоминается военный с таким именем, которого пропретор Квинт Цецилий Метелл направил из Македонии в Коринф, чтобы убедить ахейцев не начинать войну против Рима; эта миссия закончилась полной неудачей.
Именно сын Марка, согласно Мюнцеру, сделал политическую карьеру (на ранних этапах благодаря Сципиону Эмилиану), стал зятем Гая Лелия и противником Гая Гракха. Сын Гая, напротив, брал Карфаген вместе с Тиберием Гракхом, а позже написал «Анналы». Сейчас многие учёные считают, что за большинством деталей биографии Гая Фанния стоит сын Марка, консул 122 года и противник Гракха.
Существует гипотеза, что историк Гай Фанний был сыном консула 122 года до н. э.

## Гай Фанний в культуре
Гай Фанний стал участником двух диалогов Цицерона — «О дружбе» и «О государстве»; действие обоих происходит в 129 году до н. э., и собеседниками Фанния являются его тесть Лелий, свояк Квинт Муций и старший друг и покровитель Сципион Эмилиан.
Фанний действует также в романе Милия Езерского «Гракхи». Здесь он назван «хитрым, льстивым притворщиком». Но в отличие от Луция Опимия Фанний, борясь с Гаем Гракхом, страдает от мук совести.

## Публикации фрагментов
- Hermann Peter: Historicorum Romanorum Reliquiae (HRR). 1870. B. I, S. 139—141.
- Hans Beck, Uwe Walter. Die frühen römischen Historiker. B. 1: Von Fabius Pictor bis Cn. Gellius. Wissenschaftliche Buchgesellschaft, Darmstadt 2001. ISBN 3-534-14757-X. S. 340—346.